# Cerebralna paraliza
Možganska ali cerebralna paraliza pomeni skupino neprogresivnih motenj gibanja in telesne drže in je posledica raznih možganskih okvar, nastalih pred rojstvom, med njim ali po njem, za katere so značilne omrtvelosti oziroma pareze (od monopareze do tetraplegije), lahko tudi duševna manjrazvitost in epileptični napadi.
Možganska paraliza ni bolezen. Izraz označuje široko skupino nepopravljivih okvar možganov, ki navadno nastanejo kot posledica delovanja škodljivih dejavnikov med nosečnostjo, med porodom ali v času do 3 leta starosti otroka. Okvara nastane še preden se možgani funkcionalno usposobijo in dokončno razvijejo. Navadno je prizadeto področje eno tistih, ki je namenjeno nadzoru delovanja mišic in izvajanju določenih gibov telesa. Zato so za možgansko paralizo v osnovi značilne motnje v gibanju in drži telesa, osnovnim simptomom in znakom pa se lahko pridružujejo tudi motnje govora, senzibilitete, učne težave ali zaostajanje v duševnem razvoju. Prizadeti del možganov ne deluje pravilno ali pa se ni dokončno razvil. Čeprav se okvara ne spreminja, je klinična slika otroka z možgansko paralizo dinamična. Kako se bo cerebralna paraliza izrazila, je določeno z obsegom okvare in predelom okvarjenih možganov, v določeni meri pa na to vplivata tudi habilitacija in razvoj otroka. V odvisnosti od vseh naštetih dejavnikov se lahko motnja izrazi kot komaj opazna nepravilnost ali pa se stopnjuje do hude invalidnosti. Glede na simptome in znake razvrstimo cerebralno paralizo na 4 klinično različne tipe: 
- spastični tip: pojavlja se pri 60–65 % bolnikov z možgansko paralizo; okvarjena sta motorični del možganske skorje in piramidni sistem;
- atetotični tip: pojavlja se pri 20 % bolnikov z možgansko paralizo; okvarjeni so bazalni gangliji in ekstrapiramidni sistem;
- ataktični tip: pojavlja se pri 5% bolnikov z možgansko paralizo; okvarjeni so mali možgani in možgansko deblo;
- mešani tip: pojavlja se pri 10 % bolnikov z možgansko paralizo; prevladujejo tremor, rigidnost in manjkanje mišičnega tonusa.

## Simptomi
Na cerebralno paralizo pomislimo, kadar otrok v določeni starosti ne dosega normalnega motoričnega razvoja (npr. dvig glave, sedenje, stoja, hoja). Otroci, rojeni z možgansko paralizo, imajo pogosto nepravilno držo s povečanim mišičnim tonusom ali pa so njihove mišice v začetni fazi ohlapne, pri čemer se spastičnost pojavi kasneje. Zgodi se tudi, da znakov cerebralne paralize sprva sploh ni mogoče opaziti in se pokažejo šele, ko otrok doseže  določeno starost (večinoma okoli 6 mesecev). Na splošno so simptomi zelo raznoliki, lahko variirajo od skoraj neopazne okornosti pri majhnih okvarah osrednjega živčevja do težke prizadetosti (nezmožnost hoje), ki je posledica hudih okvar osrednjega živčevja. 
Značilni simptomi, ne glede na tip, vključujejo nenormalen mišični tonus, motnje ravnotežja in nenormalno ojačane reflekse, temu se pogosto pridružijo tudi nehoteni gibi (npr. obraza) ter zmanjšana mišična masa. Mišični tonus je čvrstost mišice ob otipu oziroma upor proti raztegnitvi mišice, ki je navadno povišan in ga označujemo kot spastičnost (motorična motnja, za katero je značilno, da se mišični tonus poveča sorazmerno s hitrostjo raztegnitve mišice). Hoja je nestabilna, navadno škarjasta (kjer se kolena obrnjena navznoter in se križajo) ali pa hoja po prstih. Lahko se pojavi tudi deformacija kosti in sklepov. Normalen razvoj kosti je namreč pogojen s silo, s katero nanj deluje normalno mišičje. Kosti so pogosto tanke in se tanjšajo z napredovanjem telesnega razvoja otroka. Zmanjšana uporaba sklepov, kot posledica  kontraktur, lahko povzroči atrofijo sklepnega hrustanca, kar vodi v zoženo sklepno špranjo. Odvisno od stopnje spastičnosti se pri osebi s cerebralno paralizo lahko pojavijo številne abnormalnosti sklepov. Osebe z CP so navadno nižje rasti, ker se njihove kosti ne razvijejo do polne dolžine. Včasih se zgodi, da dolge kosti okončin rastejo z različno hitrostjo, kar vodi do neenakomerne dolžine rok ali nog.  
Zamujanju v motoričnem razvoju se navadno pridruži še zaostajanje v duševnem razvoju. Pogosto se simptomom možganske paralize pridružujejo tudi težave z govorom. Incidenca dizartrije (govor je smiseln, vendar besede niso dobro oblikovane) je okoli 80 %. Nastane lahko kot posledica slabe kontrole dihanja in mišic, ki sodelujejo pri oblikovanju besed. 
Cerebralno paralizo lahko spremljajo tudi epileptični napadi, epilepsija, apraksija, motnje senzibilitete ter inkontinenca za blato in urin. Pogosto se tem simptomom lahko pridružujejo tudi bolečina in motnje spanja. Bolečina se pojavlja v povezavi s spastično povišanim mišičnim tonusom, nenormalno držo in otrdelimi sklepi, lahko tudi zaradi neprilagojenih opornic. 

## Klasifikacija

### Spastična oblika
(diplegija, hemiplegija, tetraplegija)
Pri spastični obliki, ki je  najpogostejša, je prisoten močno povišan mišični tonus (mišice so zelo zakrčene in jih ni mogoče raztegniti) in ojačani tetivni refleksi. Krče lahko včasih izzove nepričakovan slušni ali vidni dražljaj. Hoja je značilno trda, okorna in krčevita, s križanjem oziroma dotikanjem kolen (škarjasto). Lahko so pridružene tudi kontrakture sklepov (sklepi so okorni in ne dovoljujejo normalnega obsega giba). Pogoste pa to obliko spremljajo tudi motnje požiranja in govora. 
Poznamo hemiplegičen tip, diplegičen tip in tetraplegičen tip spastičnosti. Hemiplegična oblika je najpogosteje posledica zmanjšane oskrbe otrokovih možganov s krvjo v tretjem trimesečju nosečnosti. Redko je diagnosticirana že ob samem rojstvu, navadno se izrazi v starosti 6 mesecev, ko začne otrok segati za predmeti in je to početje omejeno samo na eno roko. Navadno je spodnji ud manj prizadet, zato se težave pri hoji pogosto ne izrazijo v takšni meri in otroci navadno shodijo do starosti 18 mesecev. Prizadetost spodnjega uda je navadno pogostejša pri prezgodaj rojenih otrocih.
Pri spastični diplegiji, imenovani tudi Littlova bolezen, je funkcija spodnjih udov navadno bolj okvarjena kot funkcija zgornjih, ki so lahko tudi povsem neprizadeti. Tudi ta oblika se najpogosteje pojavlja pri nedonošenčkih. 

### Atetozna oblika
Pri tej obliki bolezni vsak hoten gib spremlja množica nehotenih in nekontroliranih gibov udov in pačenje obraza. Če so bolniki razburjeni, so ti pojavi močneje izraženi, v mirovanju in spanju pa teh gibov ni. Refleksi so normalni.

### Ataktična oblika
Pri bolnikih z ataksijo je okvarjeno ravnotežje, hoja je nezanesljiva, nihajoča, z razmaknjenimi nogami. Pri izolirani ataktični obliki ni spastičnosti, duševna sposobnost pa navadno ni prizadeta.

## Etiologija
V veliki večini primerov vzroka bolezni ni mogoče identificirati, tipično vzroki vključujejo nepravilnosti razvoja zarodka med nosečnostjo, hipoksijo možganov ter fizične poškodbe osrednjega živčevja med porodom in zgodnjim otroštvom. Cerebralna paraliza se pogosteje pojavlja tudi pri dvojčkih in trojčkih. Skoraj polovica otrok s cerebralno paralizo je nedonošenčkov. Prezgodaj rojeni otroci so namreč bolj ranljivi za ishemično poškodbo možganov, saj njihovi organi še niso dokončno razviti. Okužbe matere med nosečnostjo močno povečajo tveganje za možgansko paralizo, saj so plodovi možgani močno občutljivi za toksične snovi, ki nastajajo ob okužbi. Po rojstvu lahko nastanek možganske paralize povzročijo tudi različni toksini, huda zlatenica, mehanska poškodba glave, hipoksija možganov, ki jo lahko povzroči utopitev, ali zadušitev z različnimi predmeti ali hrano. Cerebralna paraliza nima genetskega vzroka in se ne deduje.
Intrauterini dejavniki za nastanek možganskeparalize so:
- okužba nosečnice s toksoplazmo, rdečkami, citomegalovirusom, herpesom, sifilisom
- uporaba alkohola, tobaka, heroina, marihuane med nosečnostjo
- neujemanje faktorja Rh med plodom in materjo
- abnormalnosti posteljice

Dejavniki za nastanek cerebralne paralize kmalu po rojstvu so:
- sepsa
- dolgotrajno umetno predihavanje novorojenčka
- srčno-žilna kirurgija novorojenčka pri starosti manj kot 1 mesec

Dejavniki za nastanek cerebralne paralize v zgodnjem otroštvu:
- meningitis
- hipoksija (pomanjkanje kisika pri zastoju srca, zadušitvi, utopitvi)
- poškodba glave
- tumorji ali vnetja

## Epidemiologija
Cerebralna paraliza se pojavlja pri približno 25 otrocih na 10.000 živorojenih otrok. Njena incidenca se rahlo povečuje, najverjetneje zaradi povečanja števila otrok z nizko porodno težo. Incidenca pri otrocih z normalno telesno težo ostaja enaka. Polovica otrok s cerebralno paralizo ima nizko porodno težo, 28 % otrok s cerebralno paralizo pa je pri porodu lažja od 1500 g.

## Diagnoza
Diagnozo cerebralne paralize je v nekaterih primerih možno postaviti neposredno po rojstvu, predvsem kadar vemo, da ima otrok povečano verjetnost za pojav bolezni, v večini primerov pa je diagnozo možno postaviti šele, ko otrok doseže 18-24 mesecev. Včasih je za postavitev diagnoze zadoščalo spremljanje pacientovega razvoja v obdobju nekaj mesecev ali celo let in telesni pregled, danes pa so nam v pomoč slikovno diagnostične metode, kot so CT in MRI, s katerimi je mogoče določiti obseg in lokalizacijo okvare, okviren čas nastanka in verjetnost pridruženih simptomov (epilepsija, duševna prizadetost). Navadno se pogosteje uporablja MRI, ki ima manj negativnih stranskih učinkov.

## Prognoza
Cerebralna paraliza je neozdravljiva in dosmrtna bolezen, ki pa ne vpliva na pričakovano življenjsko dobo in reproduktivne funkcije. Bolezen ne napreduje, vendar se simptomi lahko tekom življenja nekoliko poslabšajo ali  izboljšajo zaradi različnih zunanjih dejavnikov (npr. izboljšanje motorične aktivnosti zaradi zdravljenja). V večini primerov se vpliva bolezni na intelektualni potencial otroka ne da določiti, dokler otrok ne začne šolanja. Otroci s cerebralno paralizo so bolj nagnjeni k težavam pri učenju, ni pa nujno. Inteligenčni količnik med bolniki s cerebralno paralizo variira ravno tako kot v normalni populaciji, zato je pomembno, da se otrokom s to boleznijo zagotovi vse možnosti za izobraževanje. Večina odraslih s cerebralno paralizo je zmožna normalnega funkcioniranja v družbi, nekateri so povsem samostojni, drugi potrebujejo različno stopnjo pomoči pri različnih opravilih. Kadar gre za res hudo obliko cerebralne paralize, je včasih potrebna premestitev v zavod, ki bolniku zagotavlja ustrezno oskrbo.

## Zdravljenje
Zdravljenje cerebralne paralize je simptomatsko. Cilj zdravljenja je omogočiti otrokom s cerebralno paralizo življenje s čim večjo mero samostojnostjo in neodvisnosti. Potrebna je individualna obravnava pacienta, dobro medsebojno sodelovanje delavcev v zdravstvenem timu (fizioterapevta, delovnega terapevta, protetikov, logopeda)  in vključevanje staršev. Zelo pomembno vlogo v tem procesu ima fizioterapija, ki jo izvajajo posebej usposobljeni fizioterapevti. Namen tega dela zdravljenja je sprostitev spastičnih mišic, učenje zavestne uporabe posameznih mišičnih skupin in izboljšanje koordinacije ter hoje. Včasih se v proces zdravljenja vključuje tudi masaža, ki pomaga pri sproščanju napetih mišic in ohranjanju gibljivosti sklepov. V sklopu delovne terapije se otrok  postopoma uči dnevnih aktivnosti, kot so oblačenje, telesna nega in hranjenje, pa tudi sodelovanja v prostočasnih dejavnostih. Zelo pomembno je, da pri delovni terapiji sodelujejo tudi starši in se tako naučijo, kako naj otroku pomagajo pri razvijanju novih sposobnosti z usmerjeno igro. Terapija govora, ki jo izvaja logoped, pomaga otrokom izboljšati verbalno komunikacijo. Cerebralna paraliza poleg spodnjih in zgornjih udov pogosto prizadene tudi mišice obraza in lahko vpliva na dihanje in sposobnost požiranja ter žvečenja hrane. Terapija govora se pogosto začne v predšolskem obdobju in se nadaljuje v obdobju šolanja. Protetiki sodelujejo pri izdelavi opornic, ki nudijo oporo, preprečujejo deformacijo in izboljšajo otrokovo hojo. 
Od zdravil se uporabljajo antiepileptična zdravila, pomirjevala, mišične relaksante (benzodiazepini, baklofen) in protibolečinska zdravila. Pogosto se v spastične mišice spodnjih okončin dajejo injekcije botulina, z namenom da se zmanjša spastično povečan mišični tonus, ki je lahko zelo boleč. Učinek botulina je reverzibilen, zato je potrebno zdravljenje ponavljati vsakih 4–6 mesecev. Včasih je potrebno operativno zdravljenje, ki pomaga lajšati bolečino in ohranja gibljivost ter pravilen položaj sklepov, izvaja pa se šele po dopolnjenem prvem letu starosti. 

## Preprečevanje
V večini primerov vzrok cerebralne paralize ni znan, zato nastanka bolezni ni mogoče učinkovito preprečevati s specifičnimi ukrepi. Koristno je, da se med nosečnostjo nosečnica drži načel zdravega prehranjevanja z izogibanjem alkoholu in prepovedanim drogam, ter ustreznim vnosom vitaminov in mineralov. Priporočen je tudi poostren zdravniški nadzor kakršne koli predhodno obstoječe kronične bolezni matere (npr. sladkorne bolezni, povišanega krvnega tlaka …), ki bi lahko pripomogla k prezgodnjemu porodu, saj se cerebralna paraliza v večjem odstotku pojavlja pri nedonošenčkih. 

## Vključevanje v družbo
Otroci in odrasli s cerebralno paralizo se zaradi narave bolezni lahko soočajo z različnimi težavami in ovirami pri vključevanju v družbo, ki jih je treba pravočasno prepoznati in jih čim bolj uspešno odpravljati ter lajšati.
V zgodnjem obdobju otrokovega razvoja ima igra zelo pomembno vlogo, saj z njeno pomočjo krepi svoje motorične sposobnosti in se uči novih spretnosti, s pomočjo skupinske igre pa razvija komunikacijske sposobnosti. Če postane igra otežkočena zaradi kakršnega koli vzroka, lahko to negativno vpliva na otrokovo samozavest in samostojnost, poleg tega pa ga ovira pri razvijanju novih spretnosti, zato je pri otrocih s cerebralno paralizo treba posebno pozornost posvečati temu, da se jih ustrezno vključi v igro in v skupinske aktivnosti že v predšolskem obdobju. V šolskem obdobju lahko za otroka s cerebralno paralizo velik problem predstavljata pisanje, kar je mogoče omiliti s prilagojenimi pripomočki, in govor, ki je velikokrat slabše razumljiv, na težave pa lahko naletijo tudi pri vključevanju v prostočasne dejavnosti. Vse ovire je treba pravočasno prepoznati in jih ustrezno lajšati, pomembno je ozaveščanje in izobraževanje javnosti o naravi bolezni in njenem poteku, pomembno vlogo pa ima tudi podpora prijateljev in družine.